# Пауэлл, Асафа
Асафа Пауэлл (англ. Asafa Powell, род. 23 ноября 1982 года в Спэниш-Тауне, Ямайка) — ямайский спринтер, олимпийский чемпион-2016  и чемпион мира-2009 в эстафете 4×100 м. Экс-рекордсмен мира в беге 100 метров. Личный рекорд — 9,72 сек, что делает его четвёртым быстрейшим спринтером за всю историю на этой дистанции (быстрее бежали лишь Усэйн Болт, Йохан Блейк и Тайсон Гэй).

## Биография
Первые шаги к своим достижениям в спорте Асафа сделал в тихом поселке Линстед, округ Сент-Кэтрин, Ямайка. Асафа воспитывался в строгости. Родители — преподобные Вильям и Сислин Пауэлл — не позволяли детям ходить на танцы и концерты. Дисциплина в семье была очень жёсткой, но она помогла им воспитать Асафу и пятерых старших братьев. Лёгкой атлетикой и футболом Асафа начал заниматься с 9 лет, в средней школе «Чарлмаунт» Асафа уже бегал быстрее всех на дистанциях 100, 200 и 400 м. Из уважения к родителям Асафа поступил в университет в столице Ямайки Кингстоне, отклонив предложения американских университетов. Здесь он живет и тренируется, каждую неделю ходит в церковь и живёт с родителями и братьями — Донованом (в прошлом участник Олимпийских игр и менеджер Асафы), Найджелом и Рикардо.
Победитель Золотой лиги IAAF на дистанции 100 метров в 2006 году.
9 сентября 2007 года на турнире серии IAAF Grand Prix в Риети (Италия) Пауэлл установил новый мировой рекорд в беге на 100 метров (9,74 сек.).
22 августа 2008 года Асафа выиграл золотую медаль на Олимпийских играх в Пекине в эстафете 4*100 метров в составе сборной Ямайки. При этом его команда установила новый мировой и олимпийский рекорды (37,10 секунд). 25 января 2017 года МОК лишил сборную Ямайки, в том числе и Пауэлла, золотых медалей Олимпиады в Пекине за победу в мужской эстафете 4×100 метров после того как выяснилось, что повторный анализ проб Неста Картера выявил следы запрещённого препарата метилгексанамина.
2 сентября 2008 года на турнире серии IAAF Grand Prix в Лозанне (Швейцария) Асафа Пауэлл в финале установил новый личный рекорд в беге на 100 метров (9,72 сек).
Победитель Бриллиантовой лиги IAAF на дистанции 100 метров в 2011 году.

## Достижения

### 60 метров
| Событие                    | Место        | Город    | Дата         |
| -------------------------- | ------------ | -------- | ------------ |
| Чемпионат мира в помещении | 4, полуфинал | Будапешт | 5 марта 2004 |

### 100 м
| Событие                 | Место      | Город    | Дата             |
| ----------------------- | ---------- | -------- | ---------------- |
| Атлетиссима             | 1          | Лозанна  | 3 сентября 2008  |
| Легкоатлетический финал | 1          | Штутгарт | 22 сентября 2007 |
| Rieti Meeting           | 1 и 2 heat | Риети    | 9 сентября 2007  |
| Чемпионат мира 2007     | 3          | Осака    | 26 августа 2007  |
| Легкоатлетический финал | 1          | Штутгарт | 9 сентября 2006  |
| Игры Содружества 2006   | 1          | Мельбурн | 20 марта 2006    |
| Легкоатлетический финал | 1          | Монако   | 18 сентября 2004 |
| Олимпийские игры 2004   | 5, финал   | Афины    | 22 августа 2004  |
| Легкоатлетический финал | 7, финал   | Монако   | 13 сентября 2003 |
| Олимпийские игры 2008   | 3          | Пекин    | 16 августа 2008  |
| Чемпионат мира 2009     | 3          | Берлин   | 16 августа 2009  |
| Олимпийские игры 2012   | 8, финал   | Лондон   | 8 августа 2012   |

### 200 метров
| Событие                 | Место        | Город  | Дата             |
| ----------------------- | ------------ | ------ | ---------------- |
| Легкоатлетический финал | 1            | Монако | 20 сентября 2004 |
| Олимпийские игры 2004   | 4, полуфинал | Афины  | 25 августа 2004  |

## Дисквалификация
В апреле 2014 года дисциплинарная комиссия антидопингового комитета Ямайки дисквалифицировала Асафу Пауэлла на 18 месяцев за употребление допинга. Срок дисквалификации отсчитывается с 21 июня 2013 года. Сам спортсмен утверждает, что запрещённый препарат оксилофрин (метилсинефрин) оказался в составе разрешённой добавки Ephiphany D1. После поданной апелляции в Спортивный арбитражный суд срок дисквалификации был сокращён до 6 месяцев.